# Хаджимурадова, Татьяна Леонидовна
Татьяна Леонидовна Хаджимурадова (урожд. Росланова) (род. 28 сентября 1980 года) — мастер спорта Республики Казахстан международного класса по лёгкой атлетике (бег на средние дистанции).

## Биография
На внутренних соревнованиях выступала за Актюбинскую область.
Обладательница нескольких рекордов Казахстана:
- в эстафете 4×400 м, установленный на Азиатских играх в помещениях 2007 года в Макао — 3:37,59.
- в беге на 400 метров, установленный в Алматы 5 июня 2004 года — 50,68.
- в беге на 400 метров в помещении, установленный в таиландской Паттайе

14 ноября 2005 года — 52,69.
На Олимпиаде 2004 года в Афинах на дистанции 800 м была 6-й в предварительном забеге и прекратила соревнования.